# Logique de l'action collective
 (octobre 2020).
Logique de l'action collective est un livre de Mancur Olson publié en 1965. Olson y développe une théorie au croisement de la science politique et de l'économie, inscrite dans la théorie des choix publics. Son argument central est que des intérêts mineurs denses seront surreprésentés face à une majorité diffuse (paradoxe d'Olson ou effet Olson). En effet, plus les groupes sont grands plus ils sont confrontés au problème des passagers clandestins. Ainsi, lorsqu'un ensemble d'individus ont un intérêt en commun, mais sont inorganisés, il peut se faire qu'ils ne fassent rien.

## Théorie des groupes et biens collectifs
S'accordant avec les définitions d'auteurs comme Arthur F. Bentley ou Raymond Cattel, Olson définit un groupe comme un ensemble d'individus ayant un intérêt commun.
Olson critique les théories des groupes de son époque où l'on considère que l'Homme a une tendance naturelle à s'assembler (variante « accidentelle », Gaetano Mosca, Arthur F. Bentley…) ou bien que l'existence de grandes organisations résulte de l'évolution de groupes « archaïques » (variante formelle, Talcott Parsons, Mac Iver…). (p.39-40)

### Les biens publics
Les biens publics sont définis comme des biens (i) non exclusifs et (ii) non rivaux. La non-exclusivité signifie que leur consommation par une personne n'entraîne pas l'exclusion des autres, en d'autres termes ils ne peuvent être refusés aux autres personnes du groupe : « ceux qui n'achètent ou ne paient aucun bien public ou collectif ne peuvent être exclus ou écartés du partage alors qu'ils pourraient l'être des biens non collectifs » (p.37). La non-rivalité signifie que la consommation du bien par un acteur n'affecte pas leur consommation par les autres acteurs.
Olson présente des exemples de biens publics : pour des entreprises des prix élevés sont un bien public, ils peuvent être obtenus si les entreprises s'organisent pour s'entendre sur les prix ou sur la production pour éviter la baisse, ou demandent une règlementation à la puissance publique. Des services publics comme le maintien de l'ordre garanti par l’État sont aussi des biens publics.

### Petits groupes
À l'aide d'une démonstration formelle, Olson montre que les petits groupes peuvent se procurer par eux-mêmes des biens collectifs sans recours à la coercition ou à des incitations extérieures au bien lui-même. Il est en effet possible que des membres du groupe jugent que le bénéfice individuel qu'ils tirent du bien collectif est supérieur au coût total du montant donné de ce bien. Ces membres peuvent donc être prêts à supporter seuls le coût plutôt que de se passer du bien collectif. (p57) Cette solution est cependant considérée comme sous-optimale.

### Groupes exclusifs et inclusifs
Pour des entreprises marchandes, le bien collectif (un prix élevé) est plus facilement produit lorsqu'il y a moins de membres dans le groupe (monopole ou oligopole), ce qui n'est pas le cas par exemple pour une association. Un bien public inclusif augmente avec l’accroissement du nombre de membres, et inversement pour un bien public exclusif. (p.61) La tendance à former un groupe inclusif ou exclusif dépend des objectifs du groupe.

### Taxinomie des groupes
La taille est importante mais n'est pas le seul facteur qui détermine si un groupe a la possibilité de se procurer un bien collectif sans coercition ni intervention extérieures, cela dépend aussi du degré d'interdépendance entre les membres du groupe (l'effet de la contribution ou de l'absence de contribution de chaque individu sur la charge ou le bénéfice des autres). (p.68). Le degré d'interdépendance influence en effet les dynamiques de marchandage au sein du groupe.
Plus le groupe est grand, plus les coûts de l'organisation collective (distincts des coûts de production du bien collectif lui-même) seront élevés. Il peut cependant exister des économies d'échelles. (P.69-70)
Olson distingue plusieurs types de groupes (p72-73) :
- Les groupes « privilégiés » : petit groupe où chacun des membres (ou au moins un) a intérêt à se procurer le bien collectif, quitte à assumer seul les coûts
- Les groupes « intermédiaires » : seul un membre reçoit un bénéfice suffisant pour être incité à produire le bien mais la production du bien demande de la coordination
- Les groupes « latents » : très grands groupes, qui ont la particularité que la contribution ou absence de contribution n'affecte pas assez les autres pour les faire réagir

Pour Olson, les groupes privilégiés ou intermédiaires peuvent s'organiser, mais personne n'a intérêt à agir dans le cas d'un groupe latent en dehors d'une incitation « sélective » qui pousserait l'individu à agir dans l'intérêt du groupe.
Olson illustre sa théorie des groupes latents en montrant que les syndicats ont recours à la coercition pour obtenir l'adhésion. Les syndiqués peuvent par exemple refuser de travailler avec des non-syndiqués et réserver les emplois aux syndiqués pour forcer l'adhésion. (p.110)

## Groupes latents et théorie des sous-produits
Dans cet ouvrage, Olson cherche principalement à étudier l'organisation des groupes dans le domaine politique (lobby, groupes de pression). Olson affirme que les activités de lobby d'une organisation ne sont pas une incitation rationnelle pour qu'y adhèrent même ceux qui sont en complet accord avec elle. Sa théorie « du sous produit » postule qu'un groupe qui exerce une activité politique ne parvient à obtenir l'adhésion que parce qu'il fournit également d'autres formes de bénéfices économiques (biens non collectifs). 

### Exemples
Olson donne comme exemple de sa théorie des sous produits diverses organisations :
- Le pouvoir politique des syndicats est un sous produit de leurs activités non politiques dans le champ industriel qui rendent l'adhésion obligatoire. (p.165)
- Les organisations professionnelles tendent elles aussi vers l'adhésion obligatoire, par exemple le barreau pour les avocats, ou l'Association médicale américaine (AMA). Le pouvoir de coercition de l'AMA repose notamment sur un monopole de la protection en cas d'erreurs professionnelles et la fourniture de services sous forme d'information scientifique. (p.168)
- Les coopératives agricoles disposent d'un fort pouvoir politique mais parviennent à faire adhérer les membres principalement parce qu'elles sont un vecteur d'aides gouvernementales et qu'elles offrent des services commerciaux réservés à leurs membres[2].

## La théorie des intérêts spéciaux
Les lobbies d'affaire sont expliqués par une autre théorie, la théorie « des intérêts spéciaux ». Ces groupes relèvent plus des catégories des groupes privilégiés ou intermédiaires car le nombre de membres est moins élevé (oligopoles). Ils défendent des intérêts « spéciaux », spécifique à leur groupe comme des exemptions fiscales ou  des tarifs préférentiels qui lèseront la majorité des consommateurs ou contribuables.  (p.171) 
Dans les associations industrielles ou commerciales, ce sont souvent un petit nombre de grandes entreprises qui fournissent la majorité des ressources.
Olson juge ce type de groupe de pression plutôt inefficace sur le plan global car la défense de leurs intérêts spéciaux n'a pas freiné des législations sociales plus importantes (p.174).

## Thèse la plus connue
Dans ce livre, Olson critique les thèses de son époque qui affirment que :
1. si tout le monde dans un groupe (de n'importe quelle taille) a des intérêts en commun, chacun agira collectivement pour les atteindre
2. dans une démocratie, la majorité tyrannise et exploite la minorité.

Olson soutient plutôt que les individus d'un groupe cherchant à mener une action collective auront des motivations pour devenir des « passagers clandestins » et profiter du travail de ceux qui produisent des biens publics. Olson note que les groupes qui fournissent des bénéfices individuels aux participants actifs en plus du bénéfice collectif évitent le problème des passagers clandestins.
Les biens publics purs sont des biens qui sont non exclusifs (c'est-à-dire qu'une personne ne peut empêcher un autre de consommer le bien) et non rivaux (la consommation du bien par une personne n'a pas d'incidence sur celle d'une autre personne). 
Une personne qui ne contribue pas à la production d'un bien public peut tout de même en bénéficier. Donc, sans incitations sélectives encourageant la participation, l'action collective est peu probable de se produire même lorsque de grands groupes de personnes ayant des intérêts communs existent.
Pour Olson, les grands groupes rencontrent des coûts relativement élevés pour organiser leur action collective alors que de petits groupes seront confrontés à des coûts relativement faibles. Par rapport à un petit groupe, les membres d'un grand groupe obtiendront moins de bénéfices d'une action collective. En l'absence d'incitations sélectives, les incitations à agir pour le groupe diminuent avec l'augmentation de la taille du groupe. Ainsi les grands groupes sont moins à même d'agir dans leur intérêt que les petits groupes.
Le livre conclut que, non seulement l'action collective par les grands groupes est difficile à atteindre, même quand ils ont des intérêts en commun, mais également que la minorité (unie par la forte concentration d'incitation sélective) peut dominer la majorité.

### Exemples
Le sociologue Gérald Bronner, dans son livre La Démocratie des Crédules, observe le paradoxe d'Olson sur Internet qu'il analyse comme un marché cognitif hypersensible où les croyants (tenants de thèses pseudo-scientifiques, conspirationnistes, dénialistes) sont généralement plus motivés que les non-croyants (sceptiques, scientifiques tenants de la connaissance orthodoxe) pour défendre leur point de vue et lui consacrer temps et énergie. « Les hommes de science en général n'ont pas beaucoup d'intérêt, académique pas plus que personnel, ni de temps à consacrer à cette concurrence », si bien que « les croyants réussissent à instaurer un oligopole cognitif sur Internet, mais aussi dans les médias officiels, devenus très sensibles sur certains thèmes aux sources d'informations hétérodoxes ».  L'exception à ce paradoxe d'Olson, observé par Bronner, vient des milieux sceptiques et rationalistes (Zététique, Association française pour l'information scientifique, Les Sceptiques du Québec). Ces derniers trouveraient une motivation suffisante pour faire émerger, en partie, leur point de vue sur Internet — de 37% à 54% pour les exemples choisis par Bronner dans son étude — pour des raisons de militantisme, bien que cela ne concerne uniquement des sujets très spécifiques et n'est pas représentatif de la majorité. 